# ハーバルアイ
株式会社ハーバルアイは、福岡県福岡市中央区天神に本拠を置き、医薬品・指定医薬部外品・健康食品の通信販売及び店舗販売を行う企業。漢方に特化した医薬品のEC販売を展開するほか、調剤薬局、オンライン診療事業なども行う。

## 概要
2015年（平成27年）12月1日に、通販事業・コンサルティング事業を行う企業出身で、企業再生案件に従事した橋口遼により設立。設立のきっかけは、医薬品販売の規制緩和と、自身の体験から長時間かかる通院時間の問題に加え、地方では患者数が少ないために、調剤薬局において医薬品を揃えにくい問題が存在し、そこに新たな需要を見出したことなどがある。
同社は「自然をハコぶ」をテーマに、東洋医学の思想に基づいた健康食品や漢方薬などの通信販売を行うが、設立年である2015年に、薬事法改正により、一般用医薬品のインターネット販売が可能となったため、設立当初から漢方薬を初めとした一般用医薬品及び健康食品の通信販売を主軸とした事業を展開。医薬品のみならず医療と食事の2つの観点から長期的視野に立ち、持病を克服し健康を保持増進する「セルフメディケーション」の考えの元、事業を展開。天神、糸島に店舗「漢方生薬研究所」を構える。「漢方相談」を用いて、ユーザーが自分の体質を理解し、それに対応した漢方処方を判断、予防医療をネットで行える仕組みを構築し、ECブランド「漢方生薬研究所」にて販売。規制の厳しいマーケットで、独自の地位を確立。
2023年6月26日には、福岡市による「令和5年度外部人材によるIPO（新規上場）支援プログラム」対象企業に採択されている。

## 沿革
- 2015年 - 12月1日、設立。
- 2018年 - 1月にFUNDINNOで第1回目の応募を実施し、457名の投資家から2925万円を調達。2019年6月に株式が1.5倍の価格で買い取られ、FUNDINNO初のイグジット達成案件となった[12][16]。
- 2020年
  - 3月1日、株式会社漢方生薬研究所から現社名に変更[12]。
  - 5月24日、2回目のFUNDINNOによる株式投資型クラウドファンディング募集を開始[12][17]。
  - 9月28日、メンズコスメブランド「BALDOL（）」発表。
- 2021年
  - 3月8日、本社移転。
- 2022年
  - 4月4日、調剤薬局「セラピア薬局」を開局。
  - 9月28日、和漢食材の量り売り専門店「一匙和草（）」と業務提携開始。
  - 11月8日、LINE上で相談できる「未病ナビ」のサービス開始[9][18]。
  - 11月15日、痩身機器を取り扱うブランド「i MORE」をリリース[2]。
  - 11月30日、日本山人参（ヒュウガトウキ）を有機栽培する有限会社メイゲン（鹿児島県霧島市）の全株式を取得し、子会社化。販路の海外展開を目指す[10][19][20]。
  - 12月27日、通信販売事業部、漢方生薬研究所においてサプリメントの総合比較メディア「サプリLABO」を開設[11]。
- 2023年
  - 6月26日、福岡市による「令和5年度外部人材によるIPO（新規上場）支援プログラム」対象企業に採択[14]。
  - 11月1日、設立者・橋口遼が取締役会長となり、後任に中村航が代表取締役社長に就任[4]。

その他

## 事業内容
- 医薬品・指定医薬部外品・健康食品の通信販売
- 調剤薬局

## その他
ハーバルアイのスタッフで、YouTuber、TikTokerとしても活動中の元地方アイドル「全力会社員のよこちゃん」が、同社広報・インフルエンサーとして活動している。

## 主要取引先
- 株式会社AFC-HDアムスライフサイエンス
- 大草薬品株式会社
- 本草製薬株式会社

## 参考サイト
- 株式会社ハーバルアイ - FUNDINNO公式YouTube